# Skugg-grönor
Skugg-grönor (Pachysandra) är ett släkte av buxbomsväxter som beskrevs av André Michaux. Skugg-grönor ingår i familjen buxbomsväxter.
Kladogram enligt Catalogue of Life och Dyntaxa:
| Skugg-grönor | \| \| Pachysandra axillaris \| \| \| \| \| \| Pachysandra procumbens \| \| \| \| \| \| skugg-gröna \| \| \| \| |
|              | \| \| Pachysandra axillaris \| \| \| \| \| \| Pachysandra procumbens \| \| \| \| \| \| skugg-gröna \| \| \| \| |
|              | buxbomar |
|              | |
|              | Haptanthus |
|              | |
|              | Notobuxus |
|              | |
|              | Sarcococca |
|              | |
|              | Styloceras |
|              | |
|              | Pachysandra axillaris                                                                                          |
|              | |
|              | Pachysandra procumbens                                                                                         |
|              | |
|              | skugg-gröna |
|              | |

|  | Pachysandra axillaris  |
|  |                        |
|  | Pachysandra procumbens |
|  |                        |
|  | skugg-gröna            |
|  |                        |

## Bildgalleri

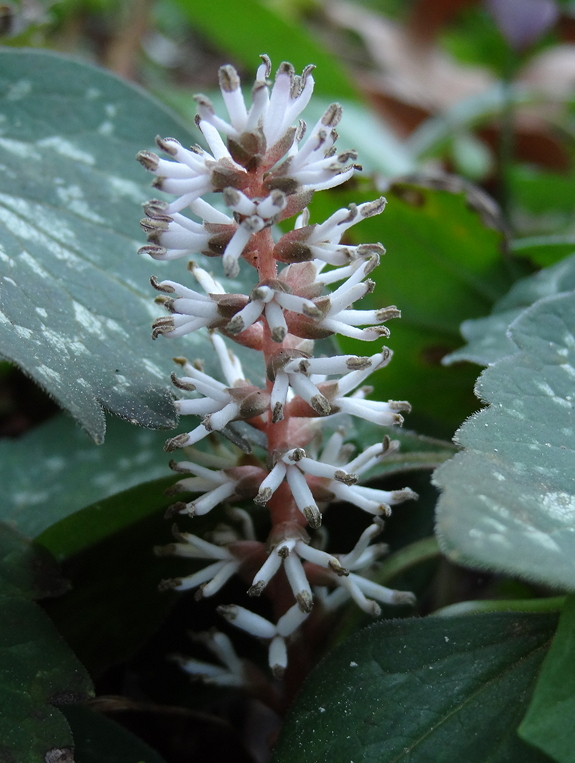
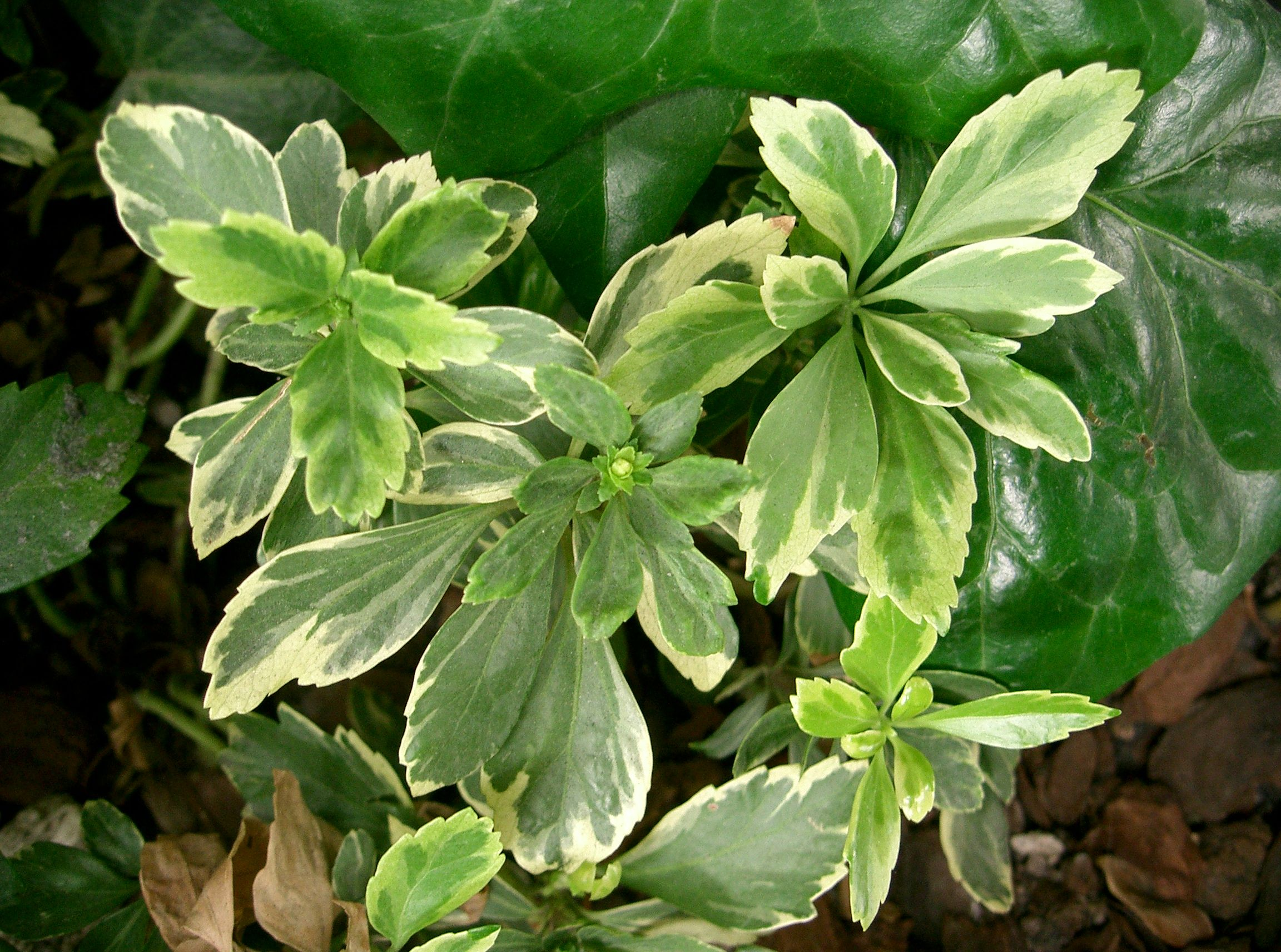
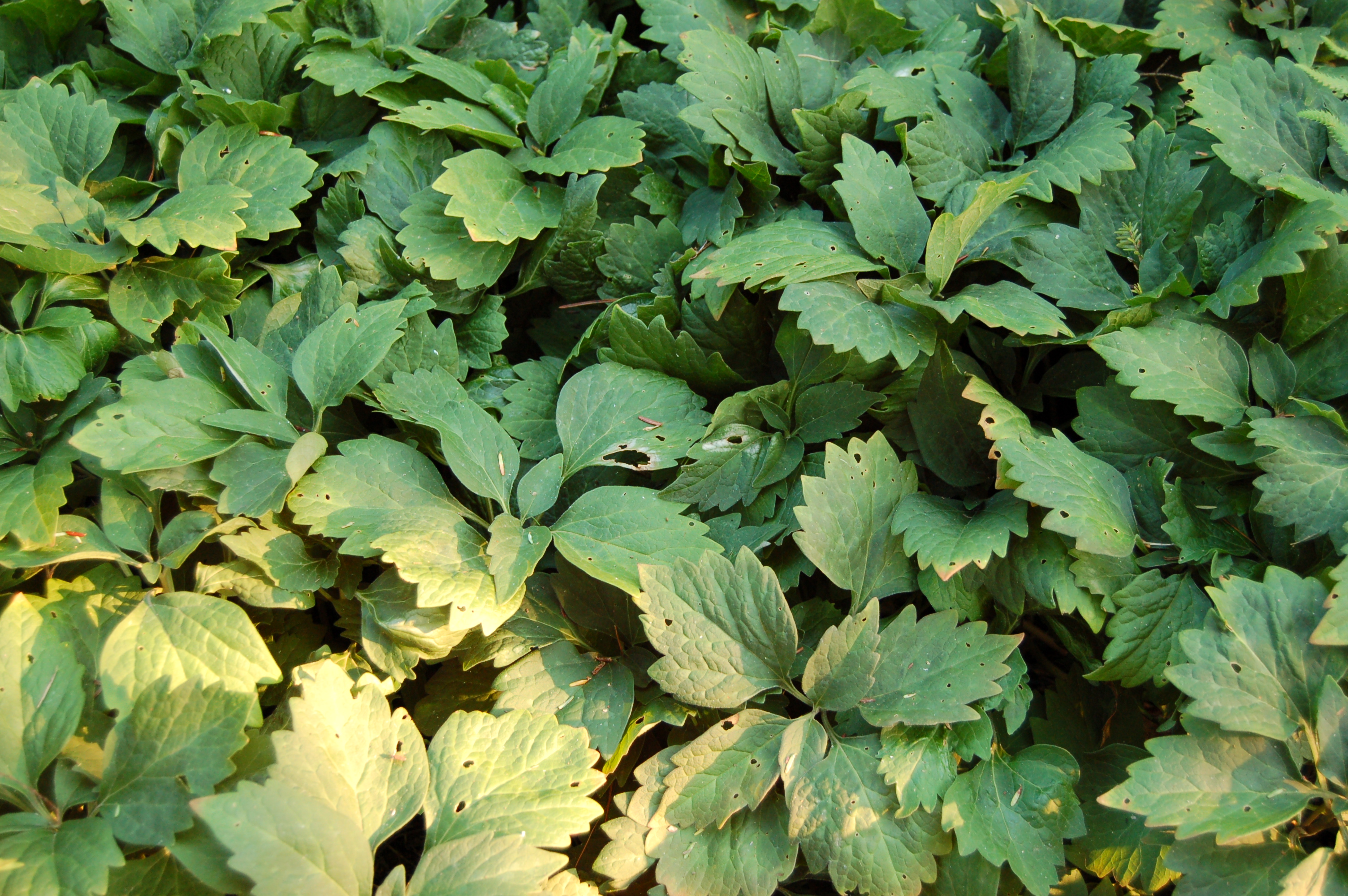
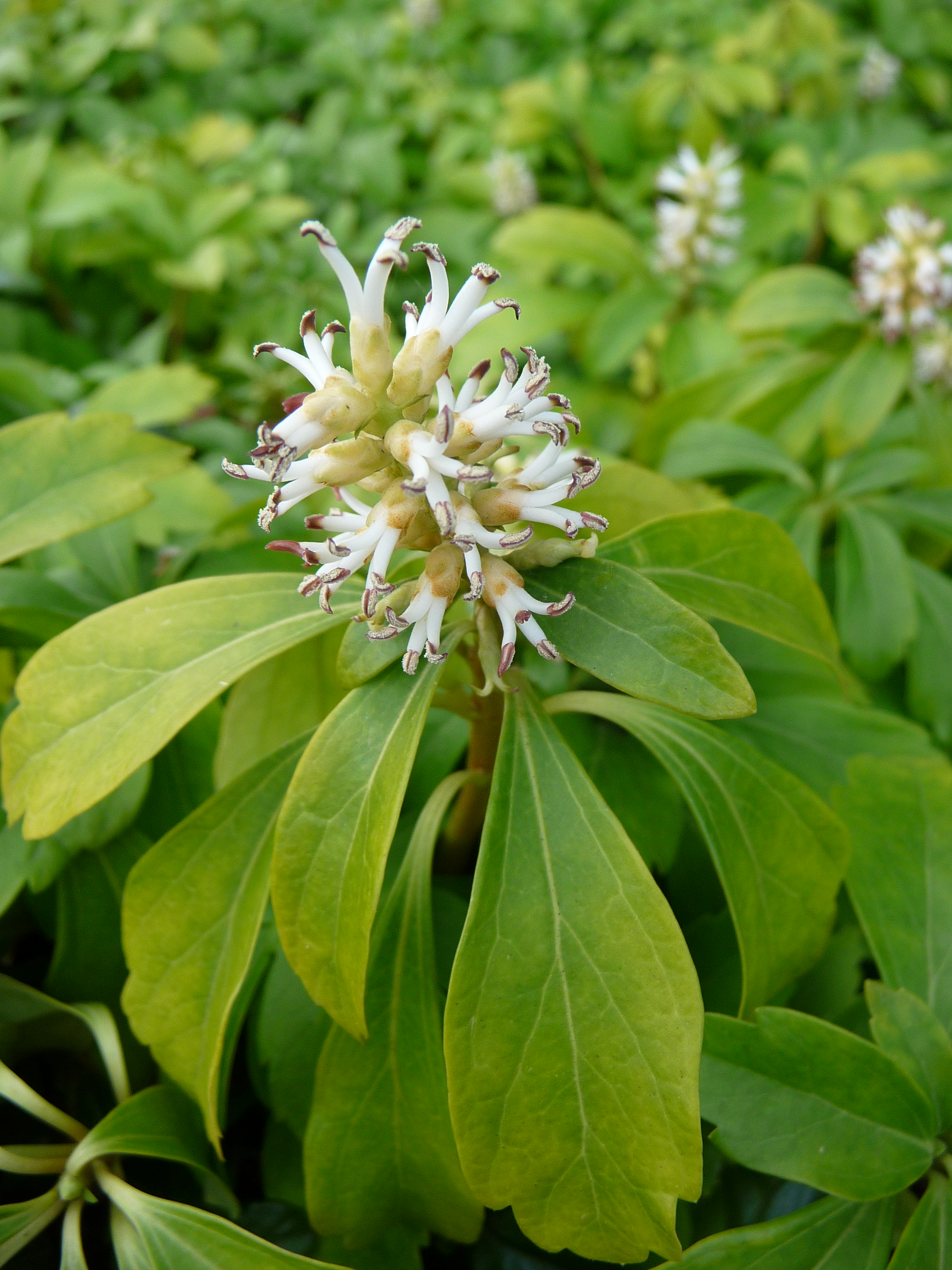
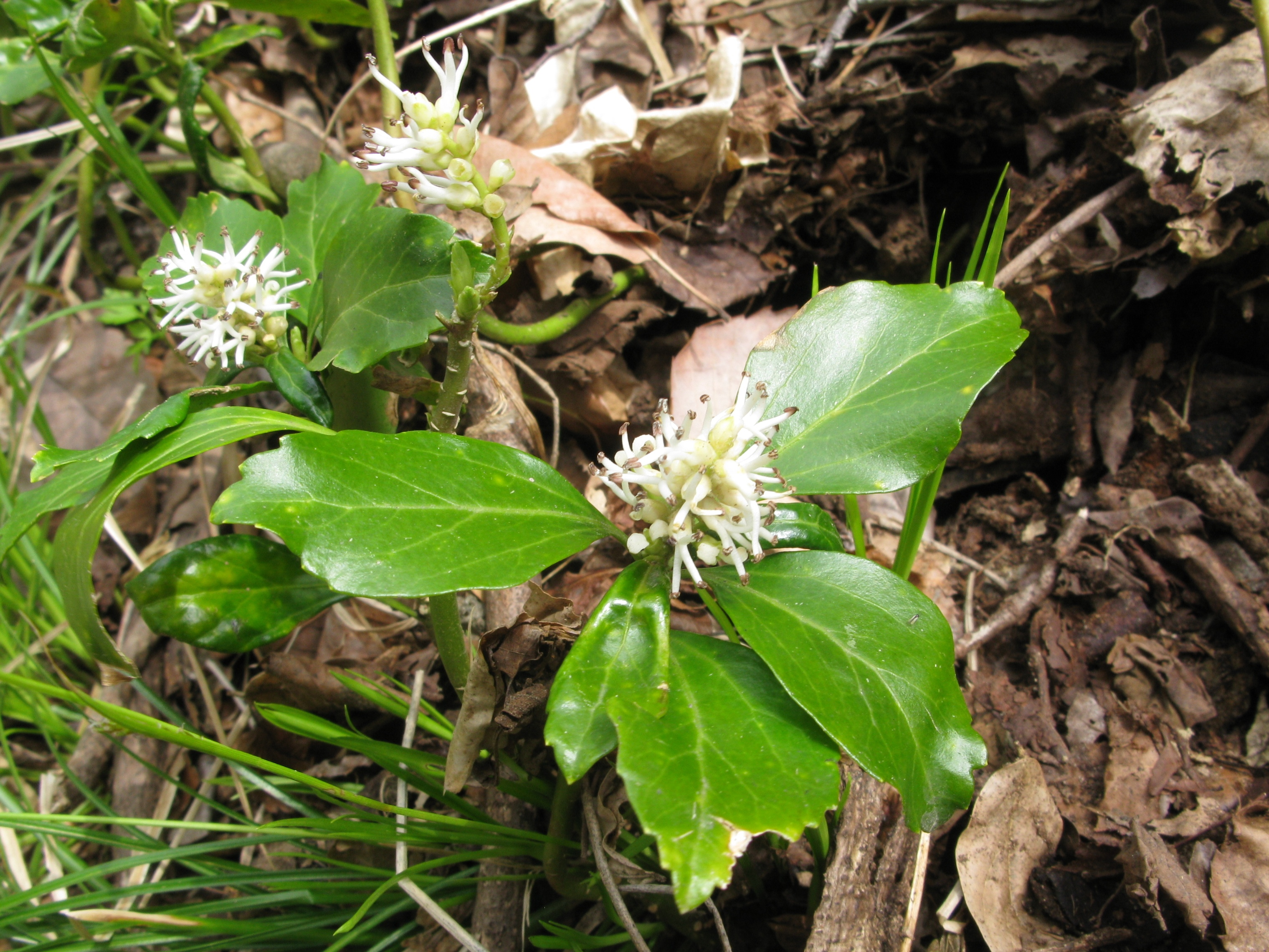
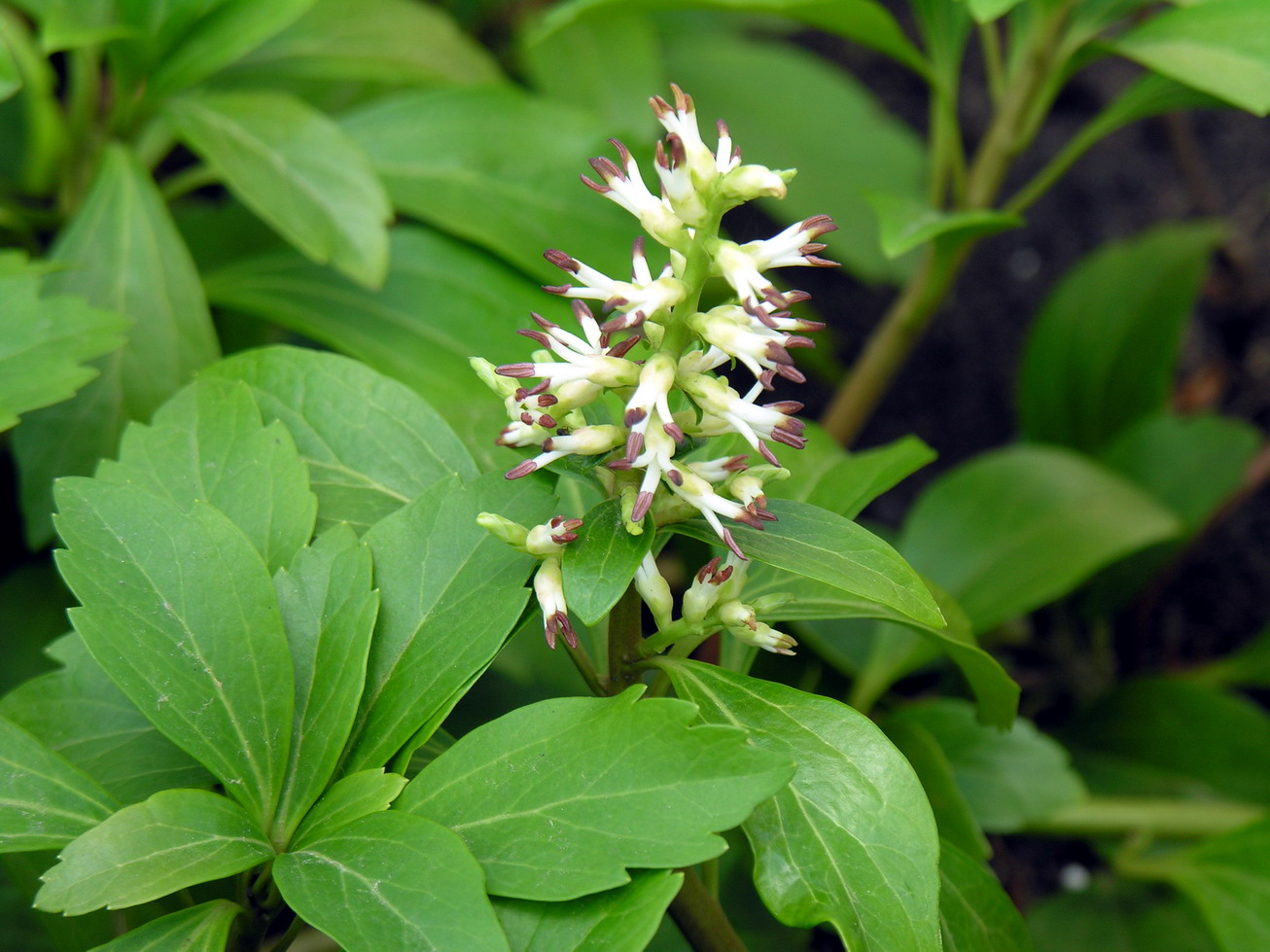